# 林紓的翻譯
《林紓的翻譯》是錢鍾書在1963年3月對林紓的翻譯成就发表的一篇廣泛性評論文章，全文約兩萬多字，收錄於《七綴集》一書。

## 評論文章內容
林紓是一位不懂外文的翻译家，林纾与魏易、王庆骥等人通过口译，翻譯一百六十多部小說，其中六十多部是世界文學名著，有英、法、美、德、俄、希腊等十多国家的作家，如小仲马、莎士比亚、塞万提斯、托尔斯泰、狄更斯、司各得、易卜生、伊索、笛福、雨果、哈葛德等。
錢鍾書指出林紓雖然經常漏譯、誤譯，但後來他重溫了大部分的林譯，發現許多都值得重讀。本文分析林紓對原作除了煩刪外，還有增補的作用，功力甚至勝過原作的弱筆或敗筆，得出“寧可讀林紓的譯本，不樂意讀哈葛德的原文”的结论，理由是“林纾的中文文笔比哈葛德的的英文文笔高明得多。哈葛德的原文很笨重，对话更呆蠢板滞，尤其是冒险小说裡的对话，把古代英语和近代语言杂拌一起。……林纾的译笔说不上工致，但大体上比哈葛德的轻快明爽”。錢還指出，林譯除了節譯之外，還有增飾的句子，例如《滑稽外史》第三三章中：“方司圭尔引皮时，而小瓦克福已大哭，摩其肌曰：‘翁乃苦我!’”。“翁乃苦我”事實上是林紓別出心裁的對白，原文並沒有此句。
錢鍾書從小就嗜讀林譯小說，他回憶說：「林紓的翻譯所起的『媒』的作用，已經是文學史上公認的事實……我自己就是讀了他的翻譯而增加學習外國語文的興趣的。商務印書館發行的那兩小箱《林譯小說叢書》是我十一、二歲時的大發現，帶領我進了一個新天地，一個在《水滸》、《西遊記》、《聊齋誌異》以外另闢的世界。」錢鍾書以為文学翻譯的最高境界在於——化，“林纾的翻译”有一段话：“汉代文字学者许慎有一节关于翻译的训诂，义蕴颇为丰富。《说文解字》卷十二《囗》部第二十六字：‘囮’，译也。从‘囗’，‘化’声。率鸟者系生鸟以来之，名曰‘囮’，读若‘讹’。南唐以来，小学家都申说‘译’就是‘传四夷及鸟兽之语’，好比‘鸟媒’对‘禽鸟’的引‘诱’，‘言为’、‘讹’、‘化’和‘囮’，是同一个字。”《林纾的翻译》谈论的重點不是“化”，而是翻译这门艺业不能回避的“讹”。
錢鍾書文中指出，“林纾四十四五岁，在逛石鼓山的船上，开始翻译，他不断译书，直到逝世，共译一百七十余种作品。”“接近三十年的翻译生涯显明地分为两个时期。癸丑三月（民国二年）译完的《离恨天》算得前后两期之间的界标。在它以前，林译十之七八都很醒目，在它以后，译笔逐渐退步，色彩枯暗，劲头松懈，使读者厌倦。”